# 흡혈 식물 대소동 (1986년 영화)
《흡혈 식물 대소동》(영어: Little Shop of Horrors)은 미국에서 제작된 프랭크 오즈 감독의 1986년 코미디 공포 뮤지컬 영화이다. 릭 머래니스 등이 출연하였고, 데이비드 게펀 등이 제작에 참여하였다.

## 출연진
- 릭 머래니스
- 엘런 그린
- 빈센트 가디니아
- 스티브 마틴
- 리바이 스터브스
  - 브라이언 헨슨
- 티시나 아널드, 티샤 캠벨
- 제임스 벌루시
  - 폴 둘리
- 존 캔디
- 크리스토퍼 게스트
- 빌 머리
- 미리엄 마걸리스
- 케리 셰일

## 기타 제작진
- 협력 제작: 데니스 홀트, 데이비드 오턴
- 배역: 마저리 심킨
- 미술: 로이 워커
- 의상: 마릿 앨런
- 특수 효과: 라일 콘웨이, 브랜 페런